# 大平町土与
大平町土与（おおひらまちどよ）は、栃木県栃木市の大字。 郵便番号は329-4402。
　

## 地理
栃木市の中部、大平地域の北部に位置している。東は大平町牛久・大平町横堀、南は大平町蔵井、西および北は大平町川連にそれぞれ隣接している。

## 歴史
- 1889年（明治22年）4月1日 - 町村制施行により、上高島村、下高島村、北武井村、横堀村、牛久村、土与村、川連村、蔵井村、真弓村が合併し下都賀郡瑞穂村が成立、瑞穂村大字土与となる。
- 1956年（昭和31年）9月30日 - 瑞穂村が富山村、水代村と合併し大平村が成立、大平村大字土与となる。
- 1961年（昭和36年）11月3日 - 大平村が町制施行し大平町となり、大平町大字土与となる。
- 2010年（平成22年）3月29日 - 大平町が栃木市（旧）、藤岡町、都賀町と合併し栃木市（新）が成立。同時に地域自治区「大平町」が設置され、栃木市大平町土与となる。

## 世帯数と人口
2017年（平成29年）8月31日現在の世帯数と人口は以下の通りである。
| 大字       | 世帯数  | 人口  |
| ---------- | ------- | ----- |
| 大平町土与 | 119世帯 | 340人 |

## 交通

### 道路
- 栃木県道252号蛭沼川連線
- 下都賀西部広域農道

## 小・中学校の学区
市立小・中学校に通う場合、学区は以下の通りとなる。
|      | 小学校               | 中学校             |
| ---- | -------------------- | ------------------ |
| 全域 | 栃木市立大平東小学校 | 栃木市立大平中学校 |